# Hưng Phú, Quận 8
Hưng Phú là một phường thuộc Quận 8, Thành phố Hồ Chí Minh, Việt Nam.
Phường 8 có diện tích 0,30 km², dân số năm 2021 là 11.105 người,  mật độ dân số đạt 37.016 người/km².